# Morpho impunctata
Morpho impunctata är en fjärilsart som beskrevs av Peter William Michael 1931. Morpho impunctata ingår i släktet Morpho och familjen praktfjärilar. Inga underarter finns listade i Catalogue of Life.